# Zoologica Scripta
Zoologica Scripta es una revista científica revisada por pares sobre zoología sistemática, publicada por Wiley-Blackwell en nombre de la Academia Noruega de Ciencias y Letras y la Real Academia de las Ciencias de Suecia. De acuerdo con Journal Citation Reports, la revista tuvo un factor de impacto 2913 en 2011, de lo que la sitúa 12 de las 146 revistas en la categoría de Zoología.